# Épisodes de Conan
Cet article présente les vingt-deux épisodes de la série télévisée américano-germano-mexicaine Conan.

## Synopsis
Conan parcourt le monde avec ses compagnons tout en affrontant les plus grands dangers. Dans sa quête, il devra affronter les alliés du sorcier Hissah Zul.

## Distribution
- Ralf Moeller : Conan de Cimmérie
- Danny Woodburn : Otli le nain
- T.J. Storm : Bayu
- Robert McRay : Zzeben
- Jeremy Kemp : Hissah Zul
- Andrew Craig : Vulkar
- Ally Dunne : Karella
- A.C. Quart-Hadosht : Le crâne qui parle

## Épisodes

### Épisodes 1 et 2:Le Cœur de l'éléphant
- États-Unis : 22 septembre 1997 en syndication
- France : 25 juillet 2000 sur France 2

- Andrew Divoff (Général Goroth)
- Kim Kelley (Tamira)
- Steve Matilla (Yara)
- Mickey Rooney (Gobe)
- Edward Albert (Dor)
- Voix originale de Richard Burton (Crom)

### Épisode 3:La Légende d'Asgard
- États-Unis : 6 octobre 1997 en syndication
- France : 26 juillet 2000 sur France 2

- Jodi Russell (Arali)
- Michael Bailey Smith (Gokrey)
- Elizabeth Granli (Dara)
- Brad Greenquist (Keiord)
- Rhino Michaels (Le maître des esclaves)

### Épisode 4:Le Siège
- États-Unis : 13 octobre 1997 en syndication
- France : 26 juillet 2000 sur France 2

- Dawn Radenbaugh (Rah-Sheen)
- David Jean Thomas (Le Général)
- Sandra Ellis Lafferty (La Sage-femme)
- Paul Le Mat (Le chef des fermiers)

### Épisode 5:Un ami
- États-Unis : 25 octobre 1997 en syndication
- France : 27 juillet 2000 sur France 2

- Matthias Hues (Savann)
- Ben Yeager (Le Shaman)
- Katie Barberi (La Grande Prêtresse)

### Épisode 6:La Forêt de rubis
- États-Unis : 31 octobre 1997 en syndication
- France : 27 juillet 2000 sur France 2

- Sam J. Jones (Général Knorr)
- Time Winters (Eldon)
- Ali Landry (Raina)
- Jacob Chase (Dee-Ahn)
- Mia Zivkin (Mia)
- Sandra Eloani (Lu-Kee)

### Épisode 7:Les Trois Grâces
- États-Unis : 7 novembre 1997 en syndication
- France : 28 juillet 2000 sur France 2

- Christa Sauls (Tickle)
- Yvonne Kopacz (Regala)
- Brooke Burns (Hearth)
- Lou Ferrigno (Mog)
- Jimmie F. Skaggs (Badai)
- Suzanne Hunt (Xanata)

### Épisode 8:La Rançon
- États-Unis : 14 novembre 1997 en syndication
- France : 28 juillet 2000 sur France 2

- John Demita (Ursath)
- Eric D. Steinberg (Garth)
- Jeanne Chinn (Adraina)
- Maree Cheatham (Yantona)

### Épisode 9:La Malédiction d'Afka
- États-Unis : 21 novembre 1997 en syndication
- France : 31 juillet 2000 sur France 2

- Lydie Denier (Katrina)
- Anthony De Longis (Prince Shadizar)
- Anne Francis (Gagool)
- Scott Ripley (Zingara)
- Anthony Nacarato (Loki)

### Épisode 10:L'Imposteur
- États-Unis : 28 novembre 1997 en syndication
- France : 31 juillet 2000 sur France 2

- Joseph Rye (Evad)
- Renee Graham (Ega)
- Maura Peters (Jora)
- Robert Kotecki (Le lieutenant)

### Épisode 11:Les Amazones
- États-Unis : 7 décembre 1997 en syndication
- France : 1er août 2000 sur France 2

- Brian Cousins (Zorga / Prada)
- Jacqueline Collen (Aura)
- Scott Lincoln (Le Capitaine)

### Épisode 12:Retour au pays
- États-Unis : 24 janvier 1998 en syndication
- France : 1er août 2000 sur France 2

- Michael Worth (Drakk)
- Fawn Reed (Lukar)
- David Amos (Lord Senn)
- Mari Morrow (Surette)
- Larry Joshua (Elba)
- Kiami Davael (Keeta)

### Épisode 13:La Belle Furie
- États-Unis : 30 janvier 1998 en syndication
- France : 2 août 2000 sur France 2

- Julie St. Claire (Princesse Hana)
- Xavier Declie (Prince Tamul)
- Patrick Lambke (Lizor)

### Épisode 14:Sonja
- États-Unis : 8 février 1998 en syndication
- France : 2 août 2000 sur France 2

- Angelica Bridges (Sonja la rousse)
- Robert Culp (Roi Vog)
- Scott MacDonald (Le Général de Vog)
- Kiki Shepard (Baru)
- Verona Feldbusch (Tarr)
- Billy Parrish (Lutai)

### Épisode 15:L'Île de la mort
- États-Unis : 15 février 1998 en syndication
- France : 3 août 2000 sur France 2

- Kevin P. Stillwell (Sergeas)
- Brett Miller (Kullerbus)
- Jamison Jones (Carmus)

### Épisode 16:L'Enfant
- États-Unis : 22 février 1998 en syndication
- France : 3 août 2000 sur France 2

- Claudette Mink (Holoch)
- Mickey Cottrell (Mirimane)
- Deron McBee (Sinjin)

### Épisode 17:La Flèche de cristal
- États-Unis : 1er mars 1998 en syndication
- France : 4 août 2000 sur France 2

- Justina Vail (Zotana)
- Cynthia Mason (Goretta)
- Pierre Du Lat (Khartan)
- Jack Gwillim (Rykon Pol)

### Épisode 18:Le Labyrinthe
- États-Unis : 26 avril 1998 en syndication
- France : 4 août 2000 sur France 2

- Arabella Holzbog (Salea)
- Evelyn Iocolano (Samma)
- Jack Donner (L'aveugle)
- Scott Eberlein (Barr)
- Jolie Jackunas (Klu)
- Michael Anthony Hall (Ita)

### Épisode 19:La Caverne
- États-Unis : 3 mai 1998 en syndication
- France : 7 août 2000 sur France 2

- Joe Lara (Kamikon)

### Épisode 20:L'Antidote
- États-Unis : 10 mai 1998 en syndication
- France : 7 août 2000 sur France 2

- Jimmie F. Skaggs (Keevar)
- Gary Kasper (Dugon)

### Épisode 21:L'Héritière
- États-Unis : 17 mai 1998 en syndication
- France : 8 août 2000 sur France 2

- Mariette Hartley (Reine Veeta)
- Amanda Wilmshurst (Tambal)
- Dean Tarrolly (Achtel)
- Kathrin Nicholson (Wicka)
- Sydney Coale (Ina)

### Épisode 22:Les Trois Magiciens
- États-Unis : 24 mai 1998 en syndication
- France : 8 août 2000 sur France 2

- Scott Ripley (Roi Gero)
- Michael Berryman (Roi Penor II)
- David Jean-Thomas (Empereur Norbu)
- Robert Patteri (Capitaine Adsmir Zul)